# Трипо Кокоља
Трипо Кокоља (Пераст, 28. фебруар 1661 — Корчулa, 18. октобар 1713) био је сликар из Боке которске.

## Биографија
Сликарство је вјероватно учио у Венецији,  под покровитељством свог мецене, такође Пераштанина, барског надбискупа Андрије Змајевића.
Већину свог релативно кратког живота (52 године) провео је у Боки которској, где је и настала већина слика из његовог сликарског опуса, седамдесетак слика.
Најзначајније је његово дјело сликарска декорација унутрашњости цркве Госпе од Шкрпјела на острвцету испред Пераста.
Кокољине су слике изразито барокне, пуне темперамента и динамике, но квалитативно неуједначене, носећи често изразити провинцијски печат.
Доминатан је код њих утицај венецијанског сликарства из 17. вијека. Кокоља је први унио пејзаж и мртву природу као самосталну тему у барокно сликарство Далмације.
1709. године, након убиства његовог кума и пријатеља Вицка Бујовића, због личне несигурности и атмосфере која је владала након тога у Перасту, одлази на Корчулу где и умире 1713.